# 204602 Lawrencebrown
204602 Lawrencebrown este o planetă minoră (asteroid) din centura de asteroizi. A fost descoperită pe 11 aprilie 2005 la Observatorul Național Kitt Peak de Marc Buie⁠(d). 
Obiectul prezintă o orbită caracterizată de o semiaxă mare de 2,867228894872 UAi, o excentricitate de 0,038575892552967, o înclinație de 1,7934235713974 ° în raport cu ecliptica.